# 19e étape du Tour d'Italie 2017
Pour un article plus général, voir Tour d'Italie 2017.
La 19e étape du Tour d'Italie 2017 se déroule le vendredi 26 mai 2017, entre San Candido/Innichen et Piancavallo sur une distance de 191 km.

## Parcours

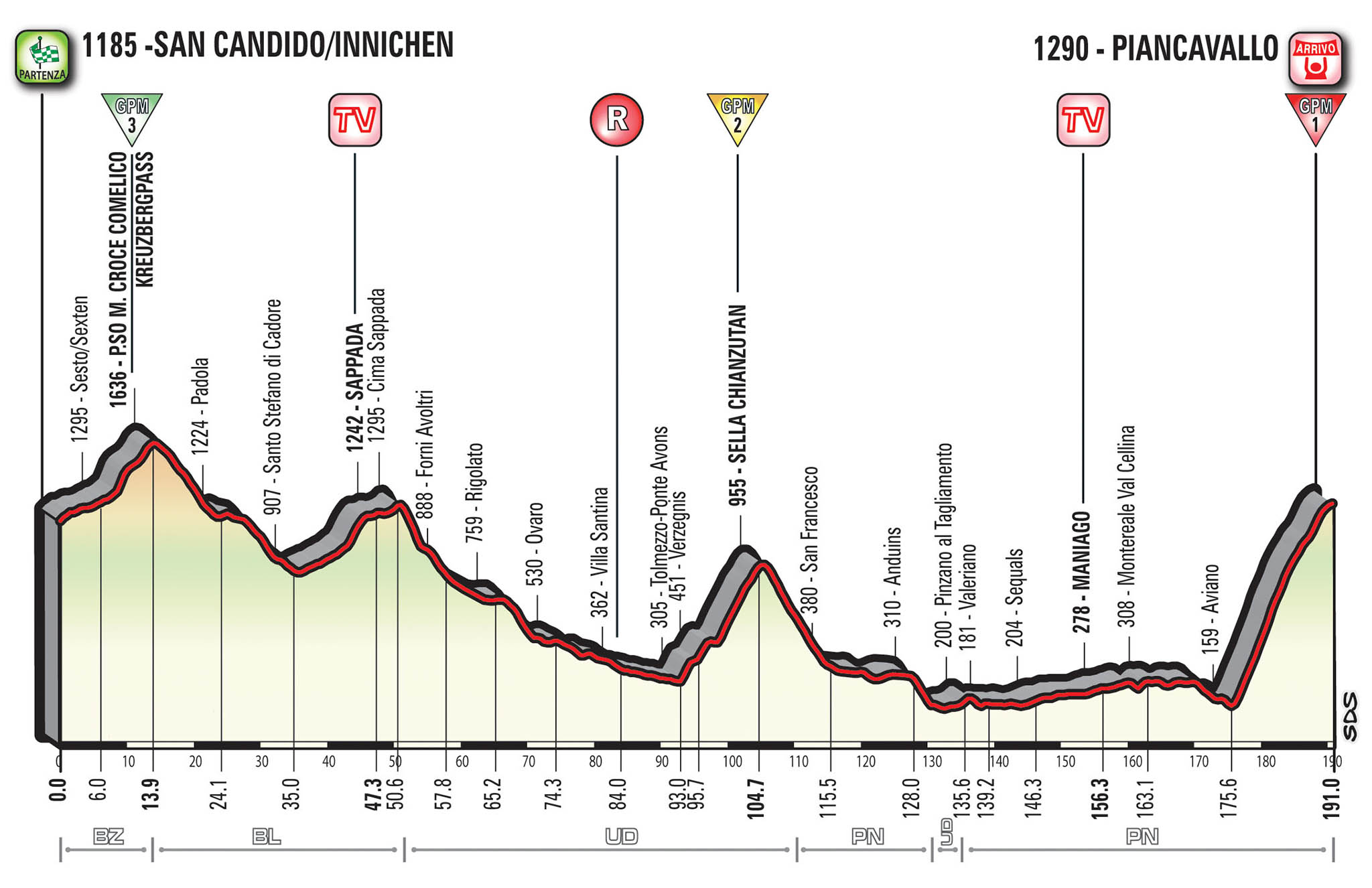
Carte altimétrique de l'étape 19, 2017

## Résultats

### Classement de l'étape
| \| Classement de l'étape \| Classement de l'étape \| Classement de l'étape \| Classement de l'étape \| Classement de l'étape \| \| Coureur \| Coureur \| Pays \| Équipe \| Temps \| \| --------------------- \| --------------------- \| --------------------- \| ----------------------------- \| --------------------- \| \| 1er \| Mikel Landa \| Espagne \| Team Sky \| 4 h 53 min 00 s \| \| 2e \| Rui Costa \| Portugal \| UAE Team Emirates \| + 1 min 49 s \| \| 3e \| Pierre Rolland \| France \| Cannondale-Drapac \| + 1 min 54 s \| \| 4e \| Pello Bilbao \| Espagne \| Astana \| + 2 min 12 s \| \| 5e \| Sebastián Henao \| Colombie \| Team Sky \| + 3 min 06 s \| \| 6e \| Evgeny Shalunov \| Russie \| Gazprom-RusVelo \| + 3 min 51 s \| \| 7e \| Luis León Sánchez \| Espagne \| Astana \| + 3 min 51 s \| \| 8e \| Matteo Busato \| Italie \| Wilier Triestina-Selle Italia \| + 5 min 05 s \| \| 9e \| Lorenzo Rota \| Italie \| Bardiani CSF \| + 5 min 05 s \| \| 10e \| Ilia Koshevoy \| Biélorussie \| Wilier Triestina-Selle Italia \| + 6 min 44 s \| |                   |             |                               |                 |
| |                   |             |                               |                 |
| Source : ProCyclingStats |                   |             |                               |                 |
| Classement de l'étape |                   |             |                               |                 |
| Coureur | Coureur           | Pays        | Équipe                        | Temps           |
| 1er | Mikel Landa       | Espagne     | Team Sky                      | 4 h 53 min 00 s |
| 2e | Rui Costa         | Portugal    | UAE Team Emirates             | + 1 min 49 s    |
| 3e | Pierre Rolland    | France      | Cannondale-Drapac             | + 1 min 54 s    |
| 4e | Pello Bilbao      | Espagne     | Astana                        | + 2 min 12 s    |
| 5e | Sebastián Henao   | Colombie    | Team Sky                      | + 3 min 06 s    |
| 6e | Evgeny Shalunov   | Russie      | Gazprom-RusVelo               | + 3 min 51 s    |
| 7e | Luis León Sánchez | Espagne     | Astana                        | + 3 min 51 s    |
| 8e | Matteo Busato     | Italie      | Wilier Triestina-Selle Italia | + 5 min 05 s    |
| 9e | Lorenzo Rota      | Italie      | Bardiani CSF                  | + 5 min 05 s    |
| 10e | Ilia Koshevoy     | Biélorussie | Wilier Triestina-Selle Italia | + 6 min 44 s    |

### Points attribués
|   | Cycliste             | Nat      | Équipe            | Pts | Bonif |
| - | -------------------- | -------- | ----------------- | --- | ----- |
| 1 | Dries Devenyns       | Belgique | Quick-Step Floors | 8   | 3 s   |
| 2 | Daniel Teklehaimanot | Érythrée | Dimension Data    | 4   | 2 s   |
| 3 | Gregor Mühlberger    | Autriche | Bora-Hansgrohe    | 1   | 1 s   |

|   | Cycliste       | Nat    | Équipe            | Pts | Bonif |
| - | -------------- | ------ | ----------------- | --- | ----- |
| 1 | Eros Capecchi  | Italie | Quick-Step Floors | 8   | 3 s   |
| 2 | Pierre Rolland | France | Cannondale-Drapac | 4   | 2 s   |
| 3 | Nicola Boem    | Italie | Bardiani CSF      | 1   | 1 s   |

| - Sprint final de Piancavallo (km 191) \| \| Cycliste \| Nat \| Équipe \| Points \| Bonif \| \| -- \| ----------------- \| ----------- \| ----------------------------- \| ------ \| ----- \| \| 1 \| Mikel Landa \| Espagne \| Sky \| 15 \| 10 s \| \| 2 \| Rui Costa \| Portugal \| UAE Emirates \| 12 \| 6 s \| \| 3 \| Pierre Rolland \| France \| Cannondale-Drapac \| 9 \| 4 s \| \| 4 \| Peio Bilbao \| Espagne \| Astana \| 7 \| \| \| 5 \| Sebastián Henao \| Colombie \| Sky \| 6 \| \| \| 6 \| Evgeny Shalunov \| Russie \| Gazprom-RusVelo \| 5 \| \| \| 7 \| Luis León Sánchez \| Espagne \| Astana \| 4 \| \| \| 8 \| Matteo Busato \| Italie \| Wilier Triestina-Selle Italia \| 3 \| \| \| 9 \| Lorenzo Rota \| Italie \| Bardiani CSF \| 2 \| \| \| 10 \| Ilia Koshevoy \| Biélorussie \| Wilier Triestina-Selle Italia \| 1 \| \| |                   |             |                               |        |       |
| | Cycliste          | Nat         | Équipe                        | Points | Bonif |
| 1 | Mikel Landa       | Espagne     | Sky                           | 15     | 10 s  |
| 2 | Rui Costa         | Portugal    | UAE Emirates                  | 12     | 6 s   |
| 3 | Pierre Rolland    | France      | Cannondale-Drapac             | 9      | 4 s   |
| 4 | Peio Bilbao       | Espagne     | Astana                        | 7      |       |
| 5 | Sebastián Henao   | Colombie    | Sky                           | 6      |       |
| 6 | Evgeny Shalunov   | Russie      | Gazprom-RusVelo               | 5      |       |
| 7 | Luis León Sánchez | Espagne     | Astana                        | 4      |       |
| 8 | Matteo Busato     | Italie      | Wilier Triestina-Selle Italia | 3      |       |
| 9 | Lorenzo Rota      | Italie      | Bardiani CSF                  | 2      |       |
| 10 | Ilia Koshevoy     | Biélorussie | Wilier Triestina-Selle Italia | 1      |       |

### Cols et côtes
|   | Cycliste             | Pays     | Équipe                | Points |
| - | -------------------- | -------- | --------------------- | ------ |
| 1 | Peio Bilbao          | Espagne  | Astana                | 7      |
| 2 | Maciej Paterski      | Pologne  | CCC Sprandi Polkowice | 4      |
| 3 | Daniel Teklehaimanot | Érythrée | Dimension Data        | 2      |
| 4 | Rui Costa            | Portugal | UAE Emirates          | 1      |

|   | Cycliste          | Pays     | Équipe            | Points |
| - | ----------------- | -------- | ----------------- | ------ |
| 1 | Sebastián Henao   | Colombie | Sky               | 15     |
| 2 | Luis León Sánchez | Espagne  | Astana            | 8      |
| 3 | Rui Costa         | Portugal | UAE Emirates      | 6      |
| 4 | Peio Bilbao       | Espagne  | Astana            | 4      |
| 5 | Pierre Rolland    | France   | Cannondale-Drapac | 2      |
| 6 | Evgeny Shalunov   | Russie   | Gazprom-RusVelo   | 1      |

| - Piancavallo, 1re catégorie (km 191) \| \| Cycliste \| Pays \| Équipe \| Points \| \| - \| ----------------- \| -------- \| ----------------------------- \| ------ \| \| 1 \| Mikel Landa \| Espagne \| Sky \| 35 \| \| 2 \| Rui Costa \| Portugal \| UAE Emirates \| 18 \| \| 3 \| Pierre Rolland \| France \| Cannondale-Drapac \| 12 \| \| 4 \| Peio Bilbao \| Espagne \| Astana \| 9 \| \| 5 \| Sebastián Henao \| Colombie \| Sky \| 6 \| \| 6 \| Evgeny Shalunov \| Russie \| Gazprom-RusVelo \| 4 \| \| 7 \| Luis León Sánchez \| Espagne \| Astana \| 2 \| \| 8 \| Matteo Busato \| Italie \| Wilier Triestina-Selle Italia \| 1 \| |                   |          |                               |        |
| | Cycliste          | Pays     | Équipe                        | Points |
| 1 | Mikel Landa       | Espagne  | Sky                           | 35     |
| 2 | Rui Costa         | Portugal | UAE Emirates                  | 18     |
| 3 | Pierre Rolland    | France   | Cannondale-Drapac             | 12     |
| 4 | Peio Bilbao       | Espagne  | Astana                        | 9      |
| 5 | Sebastián Henao   | Colombie | Sky                           | 6      |
| 6 | Evgeny Shalunov   | Russie   | Gazprom-RusVelo               | 4      |
| 7 | Luis León Sánchez | Espagne  | Astana                        | 2      |
| 8 | Matteo Busato     | Italie   | Wilier Triestina-Selle Italia | 1      |

## Classements à l'issue de l'étape

### Classement général
| \| Classement général \| Classement général \| Classement général \| Classement général \| Classement général \| \| Coureur \| Coureur \| Pays \| Équipe \| Temps \| \| ------------------ \| ------------------ \| ------------------ \| ------------------ \| ------------------ \| \| 1er \| Nairo Quintana \| Colombie \| Movistar Team \| 85 h 02 min 40 s \| \| 2e \| Tom Dumoulin \| Pays-Bas \| Team Sunweb \| + 38 s \| \| 3e \| Vincenzo Nibali \| Italie \| Bahrain-Merida \| + 43 s \| \| 4e \| Thibaut Pinot \| France \| FDJ \| + 53 s \| \| 5e \| Ilnur Zakarin \| Russie \| Katusha-Alpecin \| + 1 min 21 s \| \| 6e \| Domenico Pozzovivo \| Italie \| AG2R La Mondiale \| + 1 min 30 s \| \| 7e \| Bauke Mollema \| Pays-Bas \| Trek-Segafredo \| + 2 min 48 s \| \| 8e \| Adam Yates \| Royaume-Uni \| Orica-Scott \| + 6 min 35 s \| \| 9e \| Bob Jungels \| Luxembourg \| Quick-Step Floors \| + 7 min 03 s \| \| 10e \| Steven Kruijswijk \| Pays-Bas \| LottoNL-Jumbo \| + 7 min 37 s \| |                    |             |                   |                  |
| |                    |             |                   |                  |
| Source : ProCyclingStats |                    |             |                   |                  |
| Classement général |                    |             |                   |                  |
| Coureur | Coureur            | Pays        | Équipe            | Temps            |
| 1er | Nairo Quintana     | Colombie    | Movistar Team     | 85 h 02 min 40 s |
| 2e | Tom Dumoulin       | Pays-Bas    | Team Sunweb       | + 38 s           |
| 3e | Vincenzo Nibali    | Italie      | Bahrain-Merida    | + 43 s           |
| 4e | Thibaut Pinot      | France      | FDJ               | + 53 s           |
| 5e | Ilnur Zakarin      | Russie      | Katusha-Alpecin   | + 1 min 21 s     |
| 6e | Domenico Pozzovivo | Italie      | AG2R La Mondiale  | + 1 min 30 s     |
| 7e | Bauke Mollema      | Pays-Bas    | Trek-Segafredo    | + 2 min 48 s     |
| 8e | Adam Yates         | Royaume-Uni | Orica-Scott       | + 6 min 35 s     |
| 9e | Bob Jungels        | Luxembourg  | Quick-Step Floors | + 7 min 03 s     |
| 10e | Steven Kruijswijk  | Pays-Bas    | LottoNL-Jumbo     | + 7 min 37 s     |

### Classement du meilleur jeune
| Classement du meilleur jeune | Classement du meilleur jeune | Classement du meilleur jeune | Classement du meilleur jeune | Classement du meilleur jeune |
|                              | Coureur                      | Pays                         | Équipe                       | Temps                        |
| ---------------------------- | ---------------------------- | ---------------------------- | ---------------------------- | ---------------------------- |
| 1er                          | Adam Yates                   | Royaume-Uni                  | Orica-Scott                  | en 85 h 9 min 15 s           |
| 2e                           | Bob Jungels                  | Luxembourg                   | Quick-Step Floors            | + 28 s                       |
| 3e                           | Davide Formolo               | Italie                       | Cannondale-Drapac            | + 2 min 2 s                  |
| 4e                           | Jan Polanc                   | Slovénie                     | UAE Emirates                 | + 7 min 38 s                 |
| 5e                           | Laurens De Plus              | Belgique                     | Quick-Step Floors            | + 1 h 3 min 24 s             |
| modifier                     |                              |                              |                              |                              |

### Classement aux points
| Classement par points | Classement par points | Classement par points | Classement par points         | Classement par points |
| Coureur               | Coureur               | Pays                  | Équipe                        | Points                |
| --------------------- | --------------------- | --------------------- | ----------------------------- | --------------------- |
| 1er                   | Fernando Gaviria      | Colombie              | Quick-Step Floors             | 325 pts               |
| 2e                    | Jasper Stuyven        | Belgique              | Trek-Segafredo                | 192 pts               |
| 3e                    | Sam Bennett           | Irlande               | Bora-Hansgrohe                | 117 pts               |
| 4e                    | Daniel Teklehaimanot  | Érythrée              | Dimension Data                | 100 pts               |
| 5e                    | Lukas Pöstlberger     | Autriche              | Bora-Hansgrohe                | 98 pts                |
| 6e                    | Pavel Brutt           | Russie                | Gazprom-RusVelo               | 76 pts                |
| 7e                    | Kristian Sbaragli     | Italie                | Dimension Data                | 76 pts                |
| 8e                    | Eugert Zhupa          | Albanie               | Wilier Triestina-Selle Italia | 70 pts                |
| 9e                    | Roberto Ferrari       | Italie                | UAE Team Emirates             | 70 pts                |
| 10e                   | Silvan Dillier        | Suisse                | BMC Racing Team               | 68 pts                |

### Classement du meilleur grimpeur
| Classement du meilleur grimpeur | Classement du meilleur grimpeur | Classement du meilleur grimpeur | Classement du meilleur grimpeur | Classement du meilleur grimpeur |
| ------------------------------- | ------------------------------- | ------------------------------- | ------------------------------- | ------------------------------- |
|                                 | Coureur                         | Pays                            | Équipe                          | Point(s)                        |
| 1er                             | Mikel Landa                     | Espagne                         | Sky                             | 224 points                      |
| 2e                              | Luis León Sánchez               | Espagne                         | Astana                          | 118 pts                         |
| 3e                              | Omar Fraile                     | Espagne                         | Dimension Data                  | 104 pts                         |
| 4e                              | Pierre Rolland                  | France                          | Cannondale-Drapac               | 70 pts                          |
| 5e                              | Nairo Quintana                  | Colombie                        | Movistar                        | 64 pts                          |
| modifier                        |                                 |                                 |                                 |                                 |

### Classements par équipes

#### Classement au temps
| Classement par équipes | Classement par équipes | Classement par équipes | Classement par équipes |
| Équipe                 | Équipe                 | Pays                   | Temps                  |
| ---------------------- | ---------------------- | ---------------------- | ---------------------- |

#### Classement aux points
| Classement par équipes aux points | Classement par équipes aux points | Classement par équipes aux points | Classement par équipes aux points |
| Équipe                            | Équipe                            | Pays                              | Points                            |
| --------------------------------- | --------------------------------- | --------------------------------- | --------------------------------- |

## Abandon
- 167 -  Bram Tankink (Lotto NL-Jumbo) : Abandon